# إيرل براون
إيرل براون (23 يونيو 1952 - ) هو لاعب كرة سلة بورتوريكي في مركز الوسط، شارك في الألعاب الأولمبية الصيفية 1972 والألعاب الأولمبية الصيفية 1976.

## وصلات خارجية
- إيرل براون على موقع الاتحاد الدولي لكرة السلة (الإنجليزية)
- إيرل براون على موقع سبورتس رفرنس (الإنجليزية)
- إيرل براون على موقع كلية كرة السلة في سبورتس رفرنس.كوم (الإنجليزية)
- إيرل براون على موقع سبورتس رفرنس (الإنجليزية)
- إيرل براون على موقع أوليمبيديا (الإنجليزية)